# Jerzy Budnik

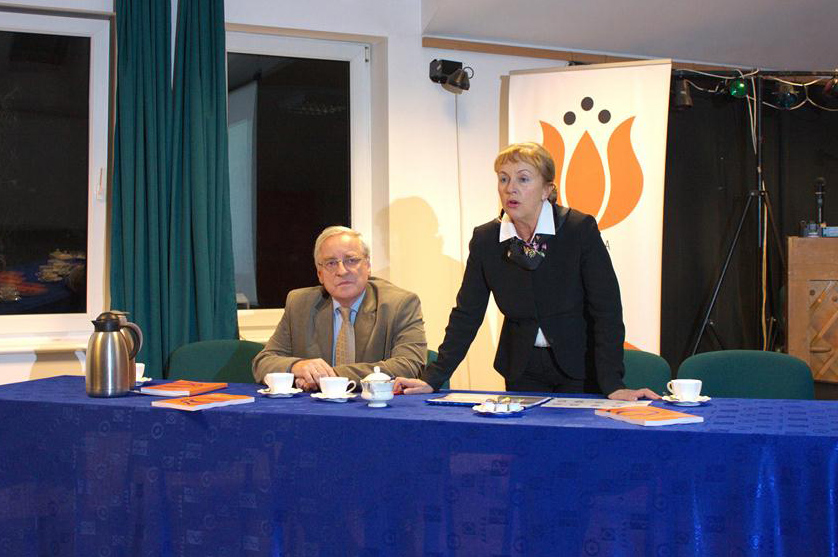
Jerzy Budnik mit Krystyna Kłosin (2012)

Jerzy Feliks Budnik (* 30. Mai 1951 in Wejherowo) ist ein polnischer Politiker der Platforma Obywatelska (Bürgerplattform, PO). Er gehörte von 1997 bis 2015 dem Sejm in der III., IV., V., VI. und VII. Wahlperiode an.

## Leben und Beruf
Budnik besuchte das Johann III. Sobieski-Gymnasium in Wejherowo und studierte anschließend Recht und Verwaltung (Prawa i Administracji) an der Universität Danzig. Das Studium schloss er 1975 mit einem Magister in Verwaltung ab. Von 1983 bis 1989 war er in Wejherowo in der Woiwodschaftsdirektion für Investitionen beschäftigt. Seit 1976 gehört er der Polskie Towarzystwo Turystyczno-Krajoznawcze an. Außerdem engagiert er sich in der kaschubisch-pommerschen Vereinigung.
Jerzy Budnik ist verheiratet und hat drei Kinder.

## Politik
Ursprünglich war Budnik in der linkskatholischen Organisation PAX aktiv. Anfang der 1980er Jahre war Budnik in der Solidarność aktiv. Am 6. Juni 1990 wurde er zum Stadtpräsidenten von Wejherowo gewählt und blieb dort bis 1998. Nachdem er bei der Parlamentswahl 1993 noch erfolglos für das katholische Wahlbündnis „Ojczyzna“ (Vaterland) angetreten war, erhielt er bei der Parlamentswahl 1997 einen Sitz im polnischen Sejm für die Akcja Wyborcza Solidarność. Nach Ende der Legislaturperiode gehörte er von 1998 bis 2001 dem Woiwodschaftssejmik der Woiwodschaft Pommern an. Bei der Parlamentswahl 2001 wurde er erneut, jetzt als Mitglied der Platforma Obywatelska, in den Sejm gewählt. Ab Januar 2001 war Jerzy Budnik Vizepräsident der Platforma Obywatelska für die Woiwodschaft Pommern. Bei den Parlamentswahlen 2005 zog er wiederum in den Sejm ein. Bei den Selbstverwaltungswahlen 2006 versuchte er nach acht Jahren Unterbrechung erneut Stadtpräsident von Wejherowo zu werden, unterlag aber Amtsinhaber Krzysztof Hildebrandt.
Bei den vorgezogenen Parlamentswahlen 2007 kandidierte er im Wahlbezirk 26 Gdynia und konnte mit 12.893 Stimmen in den Sejm einziehen. Er war seit 2007 Vorsitzender der Kommission für Regeln und Angelegenheiten der Abgeordneten (Komisja Regulaminowa i Spraw Poselskich). Weiterhin war er seit 2007 Mitglied der Kommission für nationale Verteidigung (Komisja Obrony Narodowej) und seit 2008 Mitglied der Kommission zur Erörterung von Veränderungen an der polnischen Verfassung (Komisja Nadzwyczajna do rozpatrzenia poselskich projektów ustaw o zmianie Konstytucji Rzeczypospolitej Polskiej (NZK)). Auch bei der Wahl 2011 konnte er sein Mandat verteidigen.
Nachdem er 2015 nicht wieder aufgestellt worden war, trat er im September 2015 aus der Platforma Obywatelska aus und begründete dies mit einem angeblichen Linksruck der Partei. Bei den Selbstverwaltungswahlen 2018 kandidierte er erfolglos auf der Liste der Koalicja Obywatelska für den Rat des Powiat Wejherowski.